# Sikorsky S-61
Los Sikorsky S-61L y S-61N  son variantes civiles del exitoso helicóptero militar Sikorsky H-3 Sea King. Son dos de los helicópteros comerciales  más ampliamente usados que se han fabricado.

## Historia y diseño

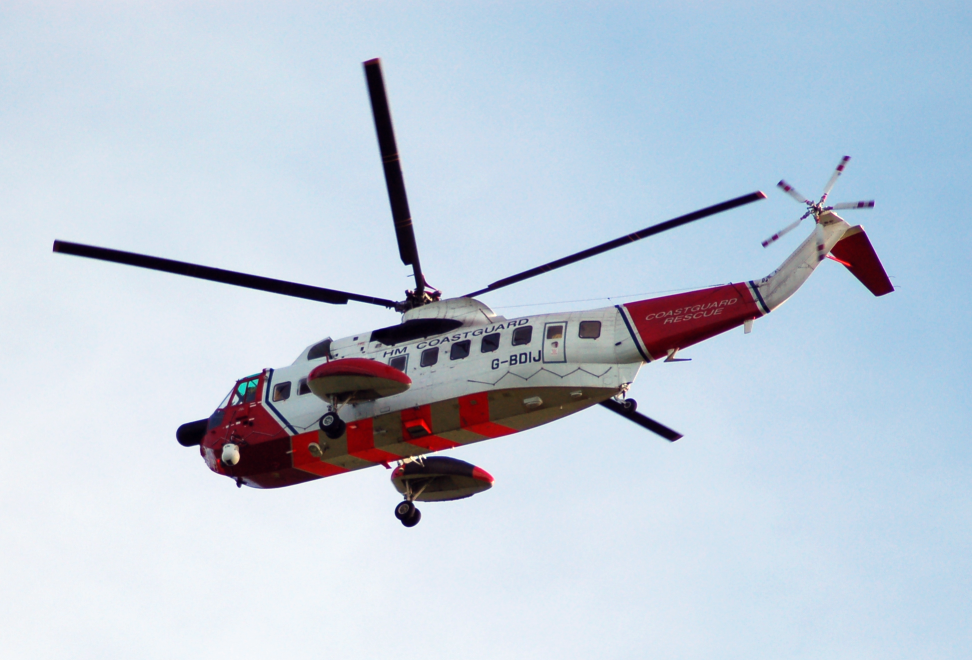
Un S-61N de Bristow Helicopters operando para la HM Coastguard.

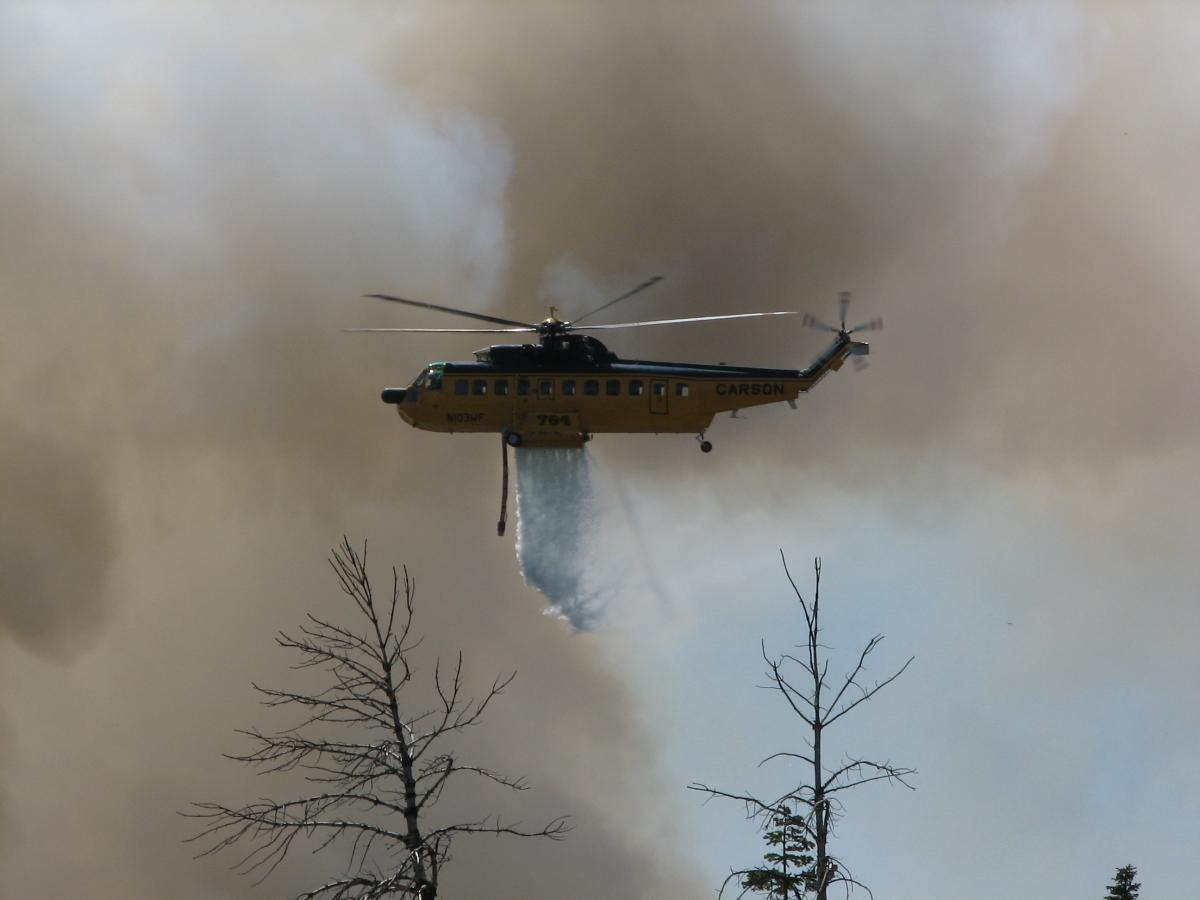
Un Fire King de Carson Helicopters lanzando agua en un incendio en el año 2007.

Concebido para combinar las misiones de búsqueda y ataque antisubmarinos en una sola célula, el Sikorsky HSS-2 fue objeto de un contrato de la US Navy formalizado el 23 de septiembre de 1957.
En él se especificaba un helicóptero antisubmarino con capacidad todo tiempo, equipado con un sonar sumergible y capaz de llevar hasta 380 kg de armas ofensivas.
El diseño S-61 tenía un casco estanco, tren de aterrizaje triciclo y escamoteable en los flotadores de estabilización y estaba propulsado por dos motores turboeje General Electric T58 que accionaban un rotor principal de cinco palas.
El prototipo volói el 11 de marzo de 1959 y aparecieron a continuación siete aparatos de evaluación YHSS-2; este modelo fue redesignado SH-3 en septiembre de 1959.
La primera versión de serie, la SH-3A Sea King, comenzó a llegar a los escuadrones embarcados en septiembre de 1961 y entre las versiones posteriores destaca la HH-3 de transporte VIP, destinada al Destacamento Ejecutivo de Washington.
El esencialmente similar CH-124 fue suministrado a Canadá, mientras que las Reales Fuerzas Aéreas de Noruega encargaban helicópteros S-61A sin equipo antisubmarino y destinados a salvamento.
Las Reales Fuerzas Aéreas de Malaysia adquirieron helicópteros S-61A-4 Nuri, equipados para llevar 31 soldados o para operar en misiones SAR.
Mayor cabida de combustible y el reemplazo de los motores T58-GE-8B de 1.250cv al eje por los T58-GE-10 de 1.400 cv llevaron a la designación SH-3D.
La primera entrega de este tipo tuvo lugar en junio de 1966 y fue solicitado, además de por la US Navy por Argentina, Brasil y España. Indicar que el primero de la serie se entregó a España, a la Armada. Y que, hoy en día, aún está en vuelo.
Desde 1969 la compañía Agusta empezó a construir el SH-3D, bajo licencia y la denominación Agusta-Sikorsky ASH-3D. Alrededor de 105 aparatos ASH-3A desprovistos de material antisubmarino fueron bautizados SH-3G y empleados en misiones utilitarias.
Otras conversiones emprendidas desde 1.971 incluyen a la SH-3H, con equipo antisubmarino y de vigilancia electrónica mejorados.
Adquirido originalmente para sostén de emplazamientos de radar, el CH-3B de la US Air Force fue esencialmente un SH-3 desnavalizado, pero el CH-3C que se encargó en noviembre de 1962 introducía una serie de cambios importantes, entre ellos la adopción de una rampa popel de carga.
Con la designación S-61R de la compañía, el prototipo voló el 17 de junio de 1963 y la primera entrega de un CH-3C tuvo efecto el 30 de diciembre de ese mismo año.
La sustitución de los motores T58-GE-1 de 1.300 cv por los T58-GE-5 de 1.500 cv produjo en febrero de 1966 la variante CH-3E.
Algunos ejemplares fueron posteriormente convertidos al estándar HH-3E para el Servicio de Recuperación y Salvamento Aeroespacial, equipados con blindajes, depósitos autosellantes, sonda retráctil de repostaje en vuelo, cabria de izamiento y ametralladoras de 12,7 mm con fines defensivos; este modelo sería el Jolly Green Giant, ampliamente empleado en Vietnam.
La primera variante civil de transporte de pasajeros fue la no anfibia S-61L que, con el fuselaje alargado a fin de acomodar hasta 30 pasajeros, voló por primera vez el 6 de diciembre de 1960 y recibió la aprobación de la FAA el 2 de noviembre de 1961.
Apareció a continuación la esencialmente similar S-61N que era, no obstante, una versión anfibia con casco estanco y flotadores de estabilización que alojaban los aterrizadores principales; voló en agosto de 1962.

## Variantes
S-61LVersión civil de transporte sin capacidad anfibia. Podía llevar hasta 30 pasajeros (13 fabricados).
S-61L Mk IIVersión mejorada del S-61L.
S-61NVersión civil de transporte con capacidad anfibia.
S-61N Mk IIVersión mejorada del S-61N.
S-61 PayloaderVersión modificada para realizar trabajos de carga.
S-61 ShortskyVersión reducida del S-61L y N.
S-61T TritonVersión de modernización del S-61.

## Usuarios
Argentina

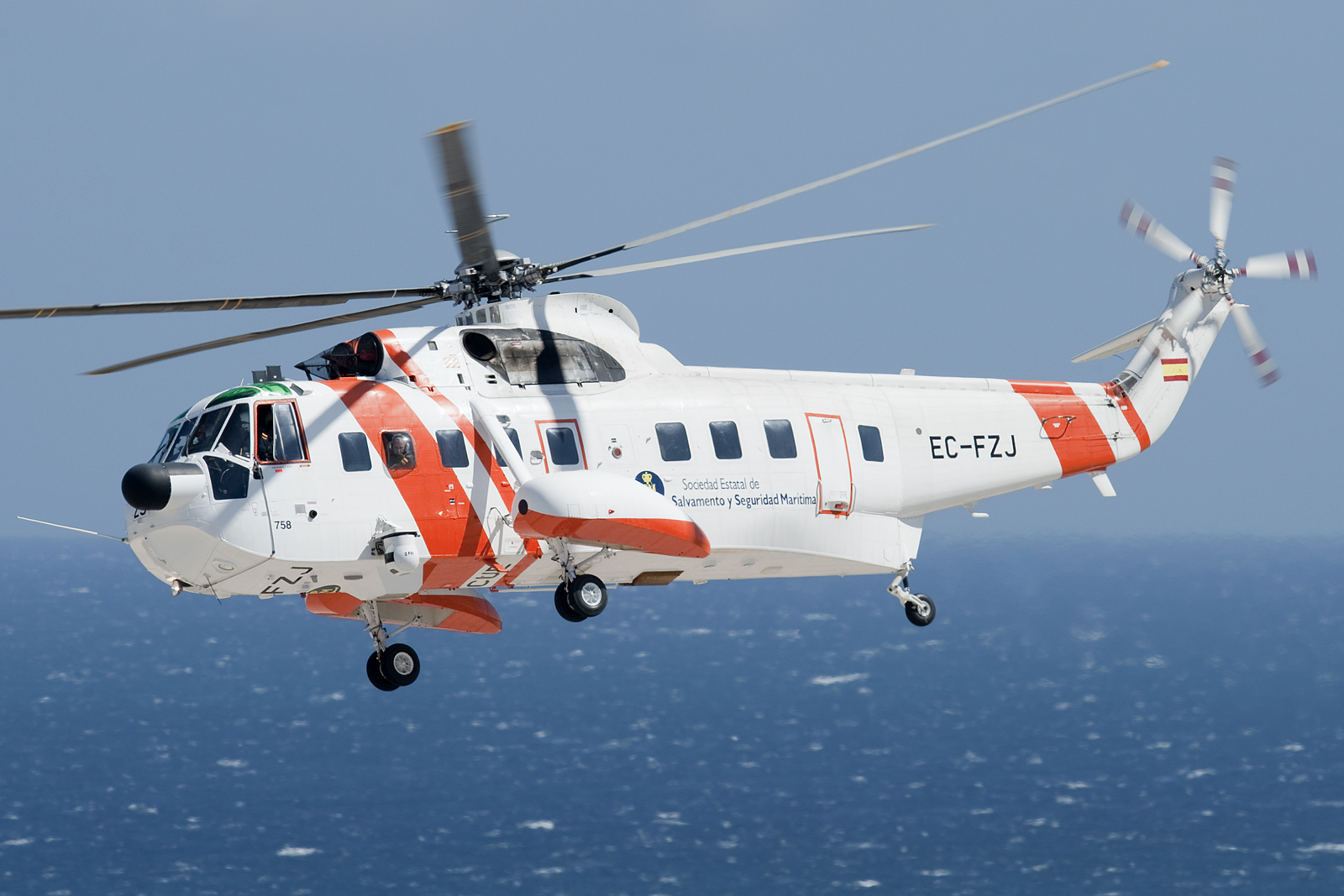
Sikorsky S-61N Mk.II de la Sociedad de Salvamento y Seguridad Marítima.

- Armada Argentina 2 Sikorsky S-61T (2-H-244 y 2-H-245) adquiridos a Carson Helicopters a finales de 2021, 2 unidades en servicio.[4]

 Canadá
- CHC Helicopter
- Canadian Coast Guard
- Canadian Helicopters - S-61N[5]
- HeliJet
- Cougar Helicopters
- VIH Helicopters
- Coulson Aircrane

 España
- Sociedad de Salvamento y Seguridad Marítima (Operado por INAER)

 Groenlandia
- Air Greenland

 Irlanda
- Guardacostas de Irlanda (Operado por CHC Helicopter) - 6 Sikorsky S-61Ns

 Líbano
- Fuerza Aérea Libanesa

 Maldivas
- Hummingbird Helicopters

 Países Bajos
- CHC Helicopters Netherlands

 Pakistán
- Pakistan International Airlines

 Reino Unido
- Bristow Helicopters
- British International Helicopters
- Guardacostas de Su Majestad

 Estados Unidos
- Carson Helicopters
- Croman Corporation
- Helicopter Transport Services
- ERA Helicopters

Alemana https://www.ndr.de/nachrichten/info/Letzter-Einsatz-fuer-den-Sea-King-Helikopter-geht-in-Rente,ndrinfo63370.html

## Accidentes e incidentes
- 8 de julio de 2006: Un Sikorsky S-61N con matrícula EC-FJJ se estrelló en mar cerca de Tenerife, falleciendo 6 personas.[6]

## Especificaciones (S-61L)

### Características generales
- Tripulación: 2 pilotos
- Capacidad: hasta 30 pasajeros
- Longitud: 17,96 m
- Diámetro rotor principal: 18,9 m
- Altura: 5,32 m
- Peso vacío: 5.595 kg
- Peso máximo al despegue: 8.620 kg

### Rendimiento
- Velocidad nunca excedida (Vne): 267 km/h
- Alcance: 833 km
- Régimen de ascenso: 400 - 670 m/min

### Desarrollos relacionados
- Sikorsky SH-3 Sea King
- Sikorsky S-61R (HH-3F Pelican)
- CH-124 Sea King
- Westland Sea King